# Minori stranieri non accompagnati
Con minore non accompagnato, o anche minore straniero non accompagnato (in sigla MSNA), si definisce un soggetto minorenne privo di cittadinanza europea, il quale non avendo provveduto ad una richiesta di asilo politico, è presente per qualsiasi circostanza sul territorio di uno Stato, in assenza di soggetti terzi quali genitori o adulti che detengano per conto suo responsabilità legale, assistenza e rappresentanza.

## Panoramica della normativa in materia
Il Parlamento e il Governo hanno apportato, dal 1998 ad oggi, alcune modifiche sulla condizione giuridica del "minore straniero non accompagnato". Questi interventi normativi entrati in vigore disciplinano le diverse problematiche dell'affidamento, della tutela, dell'accoglienza del soggetto. Si è ritenuto opportuno prestare maggiore attenzione alle norme e alla loro applicazione in seguito ad alcuni problemi di coordinamento fra le norme approvate. 
Si possono distinguere tre tipologie di normative: internazionale di carattere primario, e nazionale di carattere primario e secondario.
Normativa internazionale di carattere primario: Convenzione ONU sui diritti del fanciullo fatta a New York nel 1989, Convenzione di Lussemburgo del 1980, Convenzione europea sull'esercizio dei diritti dei fanciulli 1996, Direttiva 2003/9/CE del Consiglio dell'Unione europea del 2003.
Normativa nazionale di carattere primario: articoli 2, 3, 29, 30, 31, 37 della Costituzione, articolo 33 del Testo unico delle disposizioni concernenti la disciplina dell'immigrazione, articoli 343 e seguenti del codice civile che riguardano l'apertura della tutela, articolo 403 del codice civile che dispone interventi urgenti di protezione per i minori.
Normativa nazionale di natura secondaria: circolare del Ministero dell'interno del 1999, decreto del Presidente del consiglio dei ministri 1999, n.535, circolare del Ministero dell'Interno del 2000, nota del Comitato del 2002.
Legge n. 47/2017, in materia di misure di protezione dei minori stranieri non accompagnati prevede:
- Un sistema organico e specifico di accoglienza;
- L’accertamento dell’età e l’identificazione con la presenza di un mediatore culturale durante i colloqui, creando così una tanto attesa procedura uniforme a livello nazionale.
- Nomina dei tutori con l’istituzione dell’albo dei tutori volontari a cura dei tribunali per i minorenni.
- Due unici tipi di permessi di soggiorno, quello per minore età e quello per motivi familiari.
- Il diritto alla salute e all’istruzione;
- Il diritto all’ascolto per i minori stranieri non accompagnati nei procedimenti amministrativi e giudiziari che li riguardano (anche in assenza del tutore) e all’assistenza legale, avvalendosi del gratuito patrocinio a spese dello Stato

## Legislazione
Riguardo alla legislazione derivante da fonti di diritto internazionale, è in base al principio del superiore interesse del minore ed il principio di non discriminazione contenuti nella "Convenzione di New York sui diritti del fanciullo" del 1989, ratificata dall'Italia e resa esecutiva con la legge di attuazione del 176/91, che l'Italia si impegna a garantire ai minori stranieri non accompagnati tutti i diritti garantiti dalla suddetta convenzione tra i quali figurano il diritto alla protezione, alla salute, all'istruzione, all'unità familiare, alla tutela dello sfruttamento, alla partecipazione.
Riguardo alla legislazione derivante da fonti di diritto interno, vengono applicate le norme generalmente riconosciute dalla legge italiana in materia di assistenza e protezione dei minori, tra le quali quelle che disciplinano: 
- a) per il minore abbandonato, il collocamento in luogo sicuro[1].
- b) affidamento del minore privo di un ambiente familiare. L'affidamento è disposto dal Tribunale per i minorenni (affidamento giudiziale), o disposto da volontà dei genitori o del tutore (affidamento consensuale)[2].
- c) apertura della tutela del minore, laddove il genitore non può effettivamente esercitare la podestà[3].

### Permanenza sul territorio italiano
Ogni minore non accompagnato, in base alle normative vigenti, deve essere segnalato alle autorità competenti. In particolare, a seconda dei casi: alla Procura della Repubblica, presso il Tribunale per i minorenni; al Giudice tutelare; al Comitato per i minori stranieri. 
Constatata l'illegittima presenza sul territorio italiano del minore straniero non accompagnato è previsto che il minore non venga espulso in base al principio della inespellibilità (laddove il minore non rappresenti motivo di minaccia per la sicurezza e l'ordine pubblico dello Stato); tuttavia, al fine di mantenere l'unità familiare, è prevista la pratica del rimpatrio assistito.
In base al principio di inespellibilità sopra citato, i minori stranieri non accompagnati godono del diritto di ottenere il permesso di soggiorno.

### Assistenza sanitaria
Per ciò che concerne l'assistenza sanitaria, la procedura prevista dal nostro ordinamento si differenzia a seconda che il minore sia provvisto o meno del Permesso di soggiorno. Difatti al minore titolare del permesso di soggiorno è garantita l'iscrizione al Servizio Sanitario Nazionale, con la possibilità di usufruire a tutte le prestazioni da esso garantite; per il minore straniero non accompagnato sprovvisto di permesso di soggiorno, invece, non è fornito accesso al S.S.N. ma tuttavia sono garantite le cure ambulatorie urgenti ed essenziali purché non continuative.

### Diritto all'istruzione
Il diritto all'istruzione è garantito per tutti i minorenni stranieri non accompagnati, sia che siano titolari del permesso di soggiorno o meno. Difatti, in base all'ordinamento vigente, sono anch'essi soggetti all'obbligo scolastico ed hanno il diritto di essere iscritti a scuola.

## Profilo statistico
I dati riguardanti la presenza di minori stranieri non accompagnati sul territorio italiano sono consultabili sul sito ufficiale dell'Unicef.